# كلي إلوم (واشنطن)
كلي إلوم (بالإنجليزية: Cle Elum)‏ هي إحدى مدن ولاية واشنطن في الولايات المتحدة الأمريكية.

## التركيبة السكانية
قام مكتب تعداد الولايات المتحدة بتحديد بيانات التركيبة السكانية لكلي إلوم في تعداد الولايات المتحدة. في ما يلي، التركيبة السكانية حسب تعدادي 2000 و2010.

### تعداد عام 2000
بلغ عدد سكان كلي إلوم 1,755 نسمة بحسب تعداد عام 2000، وبلغ عدد الأسر 792 أسرة وعدد العائلات 1448 عائلة مقيمة في المدينة. في حين سجلت الكثافة السكانية 1,182.8 نسمة لكل ميل مربع (456.7/كم2). وبلغ عدد الوحدات السكنية 956 وحدة بمتوسط كثافة قدره 644.3 نسمة لكل ميل مربع (248.8/كم2).
وتوزع التركيب العرقي للمدينة بنسبة 95.16% من البيض و 1.03% من الأمريكيين الأصليين و 0.57% من الأمريكيين ذوي الأصول الآسيوية و 0.51% من الأمريكيين الأفارقة و 1.88% من عرقين مختلطين أو أكثر.
بلغ عدد الأسر 792 أسرة كانت نسبة 67.4% منها لديها أطفال تحت سن الثامنة عشر تعيش معهم، وبلغت نسبة الأزواج القاطنين مع بعضهم البعض 63.1% من أصل المجموع الكلي للأسر، ونسبة 10.9% من الأسر كان لديها معيلات من الإناث دون وجود شريك، وكانت نسبة 43.4% من غير العائلات. تألفت نسبة 35.4% من أصل جميع الأسر من أفراد ونسبة 16.2% كانوا يعيش معهم شخص وحيد يبلغ من العمر 65 عاماً فما فوق. وبلغ متوسط حجم الأسرة المعيشية 2.87، أما متوسط حجم العائلات فبلغ 2.22.
بلغ العمر الوسطي للسكان 40 عاماً. وكانت نسبة 23.2% من القاطنين تحت سن الثامنة عشر، وكانت نسبة 7.6% بين الثامنة عشرة والأربعة وعشرين عاماً، ونسبة 26.7% كانت واقعةً في الفئة العمرية ما بين الخامسة والعشرين والأربعة وأربعين عاماً، ونسبة 24.6% كانت ما بين الخامسة والأربعين والرابعة والستين، ونسبة 17.9% كانت ضمن فئة الخامسة والستين عاماً فما فوق. يوجد لكل 100 أنثى 93.1 ذكر، ويوجد لكل 100 أنثى في الثامنة عشر من عمرها فما فوق 92.3 ذكر.
بلغ متوسط دخل الأسرة في المدينة 28,144 دولار، أما متوسط دخل العائلة فبلغ 39,000 دولار. وكان متوسط دخل الذكور 32,750 دولار مقابل 26,645 دولار للإناث. وسجل دخل الفرد الخاص بالمدينة 16,620 دولار. وكانت نسبة 17.4% من العائلات ونسبة 20.8% من السكان تحت خط الفقر، وكان من هؤلاء نسبة 22.3% تحت سن الثامنة عشر ونسبة 18.5% في الخامسة والستين من العمر وما فوق.

### تعداد عام 2010
بلغ عدد سكان كلي إلوم 1,872 نسمة بحسب تعداد عام 2010، وبلغ عدد الأسر 857 أسرة وعدد العائلات 500 عائلة مقيمة في المدينة. في حين سجلت الكثافة السكانية 490.1 نسمة لكل ميل مربع (189.2/كم2). وبلغ عدد الوحدات السكنية 1,105 وحدة بمتوسط كثافة قدره 289.3 لكل ميل مربع (111.7/كم2).
وتوزع التركيب العرقي للمدينة بنسبة 92.1% من البيض و 0.7% من الأمريكيين الأصليين و 1.0% من الأمريكيين ذوي الأصول الآسيوية و 0.1% من سكان جزر المحيط الهادئ و 0.4% من الأمريكيين الأفارقة و 4.0% من عرقين مختلطين أو أكثر.
بلغ عدد الأسر 857 أسرة كانت نسبة 27.9% منها لديها أطفال تحت سن الثامنة عشر تعيش معهم، وبلغت نسبة الأزواج القاطنين مع بعضهم البعض 39.6% من أصل المجموع الكلي للأسر، ونسبة 12.4% من الأسر كان لديها معيلات من الإناث دون وجود شريك، بينما كانت نسبة 6.4% من الأسر لديها معيلون من الذكور دون وجود شريكة وكانت نسبة 41.7% من غير العائلات. تألفت نسبة 34.2% من أصل جميع الأسر من أفراد ونسبة 13.7% كانوا يعيش معهم شخص وحيد يبلغ من العمر 65 عاماً فما فوق. وبلغ متوسط حجم الأسرة المعيشية 2.76، أما متوسط حجم العائلات فبلغ 2.18.
بلغ العمر الوسطي للسكان 41 عاماً. وكانت نسبة 22% من القاطنين تحت سن الثامنة عشر، وكانت نسبة 7.7% بين الثامنة عشرة والأربعة وعشرين عاماً، ونسبة 25.3% كانت واقعةً في الفئة العمرية ما بين الخامسة والعشرين والأربعة وأربعين عاماً، ونسبة 27.6% كانت ما بين الخامسة والأربعين والرابعة والستين، ونسبة 17.4% كانت ضمن فئة الخامسة والستين عاماً فما فوق. وتوزع التركيب الجنسي للسكان بنسبة 50.2% ذكور و49.8% إناث.